# Città di Melville
La città di Melville è una delle 29 local government areas che si trovano nell'area metropolitana di Perth, in Australia Occidentale. Essa si estende su di una superficie di 52 chilometri quadrati ed ha una popolazione di 91.569 abitanti.